# 有田洋之
有田 洋之（ありた ひろゆき、1971年9月20日 - ）は、日本の男性声優、ナレーター、俳優。大阪府大阪市出身。株式会社タカラ代表取締役。

## 経歴
大阪学院大学卒業。1990年代より大阪テレビタレントビューロー (TTB) に所属し、ゲームのキャラクターボイスや在阪各局のテレビ番組のナレーション、鉄道の駅自動放送などを数多く担当する。
2017年に独立し、祖父が経営していた企業「宝運輸」を引き継ぐ。同時に屋号を「タカラ」へと改め、タレントプロダクションとしての事業を開始した。

## 人物
趣味は楽器演奏（サックス・ギター）、芝居、酒。
普通自動車免許、柔道初段を所持している。

## 出演項目

### ゲーム
- CAPCOM VS. SNK 2 MILLIONAIRE FIGHTING 2001（チャン・コーハン）
- ザ・キング・オブ・ファイターズシリーズ（チャン・コーハン（『'96』以降）、ズィルバー、ゲーマント、ネオ&ジオ）
- リアルバウト餓狼伝説スペシャル（ローレンス・ブラッド）
- サムライスピリッツ　斬紅郎無双剣（壬無月斬紅郎）
- 武力 〜BURIKI ONE〜（イワン・ソロコフ、ズィルバー）

### テレビ
- 大阪ら・ら・ら（読売テレビ）
- ナイトinナイト 『ナンバ壱番館』（朝日放送）
- かんさい情報ネットten.（読売テレビ）
- 熱闘甲子園（朝日放送・テレビ朝日、2016年）
- 三関王（RCV京都）

### ラジオ
- FUNKY SPORTS（FM802）
- ラジオ大阪オープニング

### CM
- 産業経済新聞
- 大阪ガス
- 点天（2016年4月現在、GAORAで放送されているCM。公式HPで見られるものとは別）
- ミズノ
- 池田泉州銀行
- 伯方塩業「伯方の塩」
- 小林製薬「タフグリップクッション」
- サカイ引越センター（2017年11月 - ）
- 阪神タイガース「猛虎開幕2017」（2017年春）

### 映画
- パンチメン（2013年）
- ストロボライト（2013年）
- 泥の子と狭い家の物語（2022年） - 内田幸男 役

### アナウンス
- 仙台市交通局[5] - 仙台市地下鉄南北線各駅の泉中央方面ホームの自動放送
- 東日本旅客鉄道（JR東日本） - 外房線等の一部駅自動放送（合成音声）
- 大阪市営地下鉄→大阪市高速電気軌道 (Osaka Metro)[5] - 各駅の西行または北行ホームの自動放送
- 近畿日本鉄道[5] - 近鉄特急・一般列車（タブレット端末使用）の車内自動放送（生駒線を除く）
- 奈良交通 - バスが動く際の車内アナウンス

### その他
- ひらかたパーク「ノームのなかまたち」（トランプ）
- シンガポール国立美術館（日本語音声案内）
- ヴィッセル神戸 スタジアムDJ